# アマザスプ・ババジャニャン
アマザスプ・ハチャトゥロヴィチ・ババジャニャン（ロシア語: Амазасп Хачатурович Бабаджанян、アルメニア語: Համազասպ Խաչատուրի Բաբաջանյան、ハマザスプ・ハチャトゥリ・ババジャニアン、1906年2月18日 - 1977年11月1日）は、ソビエト連邦の軍人。アルメニア系ロシア人である。敬意を表して、通りや学校などがババジャニャンに因んだ名前が付けられた。

## 経歴

### 前半生
1906年2月18日にロシア帝国のアゼルバイジャンのチャルダグルで（エリザヴェトポリ付近にある）、アルメニア人一家のもとに誕生した。なお、後にソ連邦元帥となるアルメニア人のイワン・バグラミャンも、ババジャニャンと同じ村出身である。当初はチャルダグルの4年制公立学校で学んでいたが、1915年にトビリシのアルメニア人中等学校へ転校した。しかしながら、ババジャニャンの家族は経済的に就学を支えることが難しくなり、ババジャニャンは学校を辞めざるを得なくなった。その後は畑に出て働きながら過ごしていた。1924年にコムソモールへ加わり、彼の村における最初のコムソモール代表を担うようになった。
1925年9月にコムソモールの呼びかけに応じる形で、ババジャニャンはアルメニア・ソビエト社会主義共和国の首都のエリヴァニにある赤軍のA・ミャスニコフ記念アルメニア統一指揮学校へ入学した。この学校は1926年9月にトビリシへ移転し、南カフカース軍歩兵学校と改名している。1928年に全連邦共産党 (ボリシェヴィキ）へ入党した。翌年に南カフカース軍歩兵学校を卒業し、士官に任官された。同年9月、彼は第7カフカース歩兵連隊（赤旗カフカース軍）の小隊司令官に配属された。1931年10月からは南カフカースの第27独立歩兵大隊で小隊の指揮を執り、1933年4月には代理大隊司令官に就任した。この間に反ソビエトデモの鎮圧などを行っており、その最中彼は負傷している。
1934年3月にはバクーに置かれていた第3機関銃連隊へ配属された。1935年11月には機関銃中隊司令官、1936年1月には機関銃大隊司令官に就いた。1937年10月にはザカフカーズ軍管区で対空防衛の指揮を執ることとなった。同年にM・V・フルンゼ軍事大学に入学。1938年8月からは第3機関銃連隊に移動し、10月にはレニングラード軍管区の第2機関銃連隊で副司令官職を拝命した。フィンランドとの間で冬戦争が勃発すると、ババジャニャンは即座に前線へ赴いている。1940年2月18日に負傷したため一時戦線を離脱した。回復後の同年12月には第493歩兵連隊の副司令官に任命された。1941年1月からは北カフカーズ軍管区に置かれていた第751狙撃連隊の指揮を任されることとなった。4月に第19軍の作戦本部に移り、そこの補佐官を務めた。

### 第二次世界大戦
ドイツがソビエト連邦に侵攻してから数週間後の1941年7月5日にババジャニャンは第19軍と共に西部戦線へ配属され、スモレンスクに移動した。スモレンスクでは第395歩兵連隊（第127歩兵師団、9月18日以降は第2親衛歩兵師団）の指揮を執り、同地での戦いやエリニャ攻勢に加わっている。その後、アルカディー・エルマコフの指揮下に入り、グルーホフの防衛やオリョール＝ブリャンスク間の守備作戦に従事した。また、クルスクやチムでは防衛指揮を執っている。彼の部隊は一時的な後退の際に殿軍を務め、枢軸国側に対し強い抵抗をみせた。9月8日、彼はエリニャに再入城した最初の部隊となったが、この功績によりクルスクでの休息と再装備の許可を得ている。しかし、戦火は間も無くウクライナにも及んだため、ババジャニャンの部隊はファテシュで枢軸国軍と交戦し、クルスクの撤退を支援した。
1942年になるとババジャニャンの部隊は南西戦線に移り、ますます攻撃作戦に加わるようになった。1月、彼の部隊にソコリア・プロタの村からドイツ軍を駆逐し、占領するよう命令が下された。まず偵察隊を派遣すると、ドイツ軍がババジャニャンの6倍に相当する戦力を集中させていることが判明した。これにより、彼は側面からの攻撃を強いられることとなった。結果として防衛線に楔を打ち込み、敵側を退却させる形で彼の作戦は成功を収めている。6月、ババジャニャンはフルンゼ軍事大学の特別課程で修学した。その後も彼の部隊はヴィロルゾヴォの村や、クルスク＝ベルゴロドを結ぶ鉄道の発着拠点であるシュマコヴォ駅の奪取に努め、クルスク南東部の奥深く、セドヴェンスキーまで進軍した。9月、彼は西部戦線やカリーニン戦線で奮闘した第3機械化旅団（第3機械化軍団）司令官に任命された。11月から12月にかけて、ババジャニャンの部隊は火星作戦の展開に携わっている。
1943年7月にババジャニャンの部隊は北へ向かい、クルスクの戦いに参戦した。戦いの最中、彼は当時第8機械化軍団麾下だった第20戦車旅団の指揮を執った。この旅団はオボヤニ付近に陣取ることで、南北よりクルスクへ侵攻するドイツ軍の足止めが期待された。しかし、ドイツ軍の激しい攻撃にさらされた旅団は大きな損害を被り、ババジャニャン自身も負傷した。彼は短期間の療養で済み、即座に戦線への復帰を果たしている。その後、彼の部隊は第1ウクライナ戦線に組み込まれ、ウクライナから枢軸国陣営を退けるために再び戦場へ派遣された。10月、ババジャニャンの第3機械化旅団は第20親衛機械化旅団に改称された。1943年から1944年にかけて、ババジャニャンの旅団はジトーミル＝ベルディーチェフ攻勢やコルスン＝シェウチェンコ攻勢、プロスクーロフ＝チェルノフツィー攻勢、リヴォフ＝サンドミール作戦などの度重なるウクライナ解放戦に赴き、ヴィンニッツァやジュメリンカ、テルノポリの解放に貢献した。特にババジャニャンが指揮する戦車部隊は、コジャーティンの戦いにおいてドイツの第70機械化狙撃師団や2個連隊を壊滅させる戦果を上げている。
1944年3月、ババジャニャンはスタニスラーウ奪還のため、旅団を率いてドニエストル川を渡河した。11日間に渡る激戦の末、彼の部隊は川の右岸を占領することに成功した。その戦功から、4月2日に第8機械化軍団司令官によってババジャニャンにソ連邦英雄が贈られた。同年夏より1945年まで、彼の部隊は第1、第2白ロシア戦線に移動して戦っている。1944年8月25日、ババジャニャンは第11親衛戦車軍団（第1親衛戦車軍）の指揮官に任命された。
1945年1月、ババジャニャンの部隊はヴィスワ＝オーデル攻勢の一環としてポーランドに進軍する部隊の射撃支援を行い、要塞を破壊することでウッチ、クトノ、ポズナンなどの諸都市占領を後押しした。この月の終わりまでにババジャニャンはドイツ国境に到達し、ランツベルク・アン・デア・ヴァルテ、ディルシャウ、ノイシュタット・イン・ヴェストプロイセンやポンメルンを始めとする多くのドイツ都市を占領するための軍事作戦を展開した。2月2日、第11親衛戦車軍団は第1白ロシア戦線の一員としてオーデル川を渡河、砲兵部隊および航空部隊の支援を受けながら、フランクフルト・アン・デア・オーダーの占領に成功した。最終的に彼の部隊はベルリンまで到達し、首都での戦いに参戦した。彼の部隊は第1ウクライナ戦線と共に激しい市街戦を繰り広げたが、ついに国会議事堂を陥落させた。

### 戦後
1945年7月11日にババジャニャンは戦車軍少将に昇進した。1948年に参謀大学を卒業し、さらに高位の司令官職に任命されることとなった。1950年9月から1956年5月まで沿カルパチア軍管区副司令官を務めた。
1956年11月にババジャニャンはハンガリー動乱鎮圧のために第8機械化軍を率いてブダペストへ向かった。1959年6月にはオデッサ軍管区の司令官に就任し、以降1967年9月までその職に就いていた。軍管区司令官退任後は1969年5月までロディオン・マリノフスキー記念軍事大学の主任を務め、その年の5月には戦車部隊参謀に就任した。第6期・第7期ソビエト連邦最高会議が召集されると、ババジャニャンは民族会議代議員（モルダヴィア・ソビエト社会主義共和国選出）となった。また、1969年5月から1977年11月までソビエト連邦軍の装甲部隊総監を務めている。1975年4月29日に装甲戦車兵総元帥として元帥に上り詰めたが、この階級にあったのはババジャニャンとパーヴェル・ロトミストロフの2人だけである。
1977年11月1日にモスクワで死去した。遺体はノヴォデヴィチ墓地に埋葬された。

## 顕彰

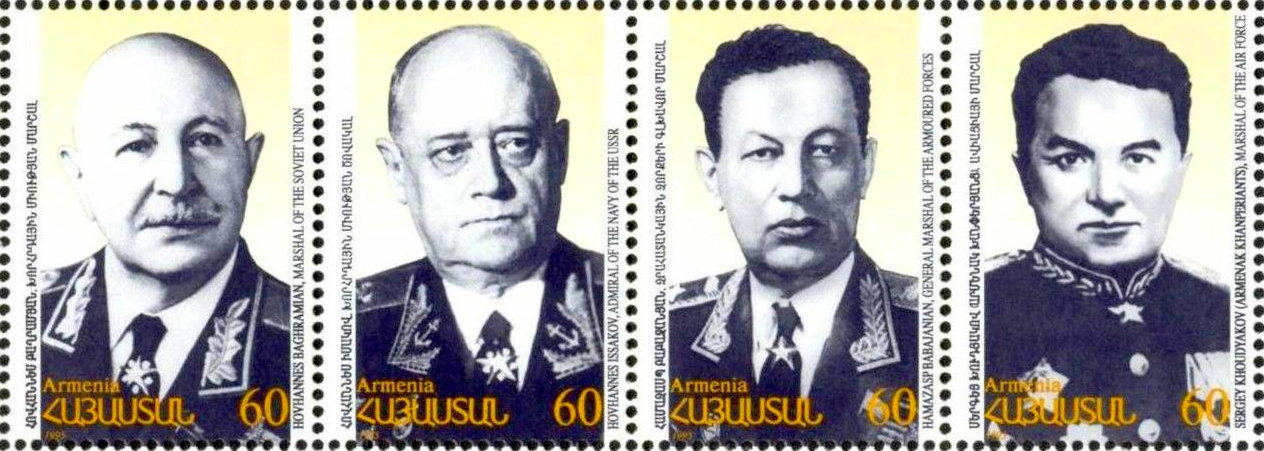
左からバグラミャン、イサコフ、ババジャニャン、フジャコフが描かれた、アルメニア人元帥をモチーフとした切手

1978年、モスクワの北西行政地区に位置する地域の名称にババジャニャンの名が取られた。また、エレヴァンにある通りには、ババジャニャンに因んで名づけられたものがある。オデッサの通りは、2012年12月22日にババジャニャン元帥通りに名が改められている。
2016年5月23日、アルメニアの首都であるエレヴァンにハマザスプ・ババジャニアン元帥像が建てられたが、この像が面している通りも彼の名に因んでいる。

## 著作
- （ロシア語） Дороги Победы [The Road to Victory]. Moscow: Molodaia Gvardiia, 1972.
- （ロシア語） Tанки и Tанковые Войска [Tanks and Tank Forces]. Moscow: Voenizdat, 1970.

## 叙勲
ババジャニャンは計15回ソビエト連邦最高会議命令にてその栄誉を讃えられたが、これはソ連の司令官の中でも23番目の多さである。  
ソビエト連邦
- ソ連邦英雄（1944年4月26日）
- レーニン勲章4回
- 十月革命勲章
- 赤旗勲章4回
- 1等スヴォーロフ勲章
- 2等スヴォーロフ勲章
- 1等クトゥーゾフ勲章
- 1等祖国戦争勲章
- 赤星勲章2回
- ウラジーミル・イリイチ・レーニン生誕100周年記念記章（英語版）
- モスクワ防衛記章（英語版）
- 1941年–1945年大祖国戦争における対ドイツ戦勝記章（英語版）
- 1941年–1945年大祖国戦争勝利20年記念記章（英語版）
- 1941年–1945年大祖国戦争勝利30年記念記章（英語版）
- ベルリン占領記章（英語版）
- ワルシャワ解放記章（英語版）
- 処女地開拓記章（英語版）2回
- ソビエト陸海軍30年記念記章（英語版）
- ソ連軍40年記念記章（英語版）
- ソ連軍50年記念記章（英語版）

外国
- 赤旗勲章（ロシア語版）
- モンゴル人民革命50年記章（ロシア語版）
- 対日本軍勝利30年記章（ロシア語版）
- ハルハ河戦争勝利30年記章（ロシア語版）
- ハルハ河戦争勝利40年記章（ロシア語版）
- モンゴル人民軍50年記章（ロシア語版）
- 5等ポーランド復興勲章
- ヴィルッチ・ミリタリ勲章（英語版）

### 昇進履歴

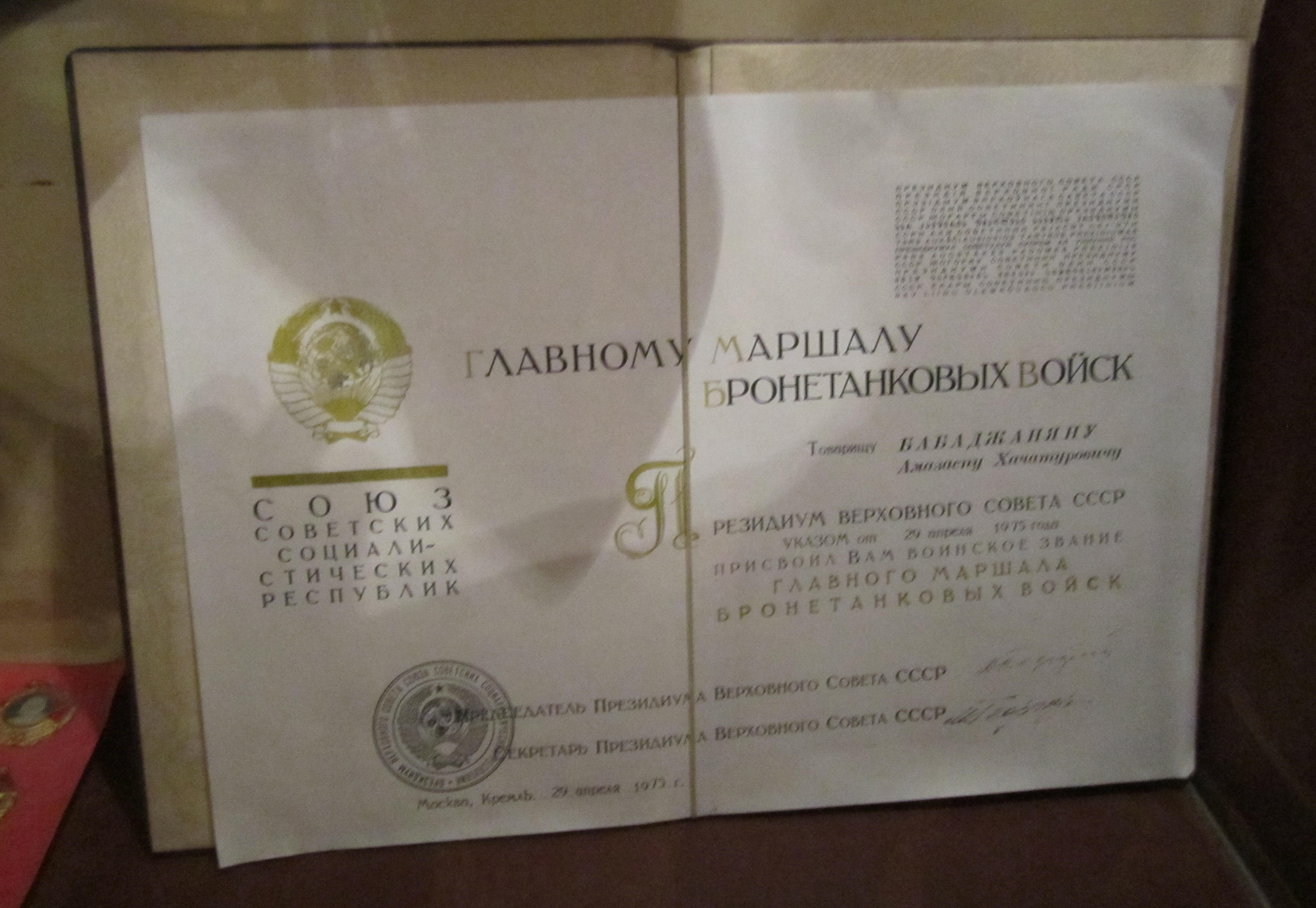
ソビエト連邦最高会議幹部会による装甲戦車兵総元帥への褒状（1975年4月29日、アルメニア国防省軍事歴史博物館所蔵）

- 少佐（1939年12月11日）
- 中佐（1941年）
- 大佐（1943年5月22日）
- 戦車軍少将（ロシア語版）（1945年7月11日）
- 戦車軍中将（ロシア語版）（1953年8月3日）
- 大将（1956年12月28日）
- 戦車軍元帥（1967年10月28日）
- 装甲戦車兵総元帥（1975年4月29日）